# Samma skrot och korn
Samma skrot och korn è un album in studio del gruppo musicale svedese Gyllene Tider, pubblicato nel 2019.

## Tracce
1. Skrot och korn
2. Det känns inte som maj
3. Jag drömde jag mötte fluortanten
4. Någon att hålla i hand
5. Vid hennes sida
6. Aftonstjärna
7. Vanliga saker
8. Bjud till
9. Låt denna trumslagarpojke sjunga
10. Mannen med gitarr
11. Bara i en dröm
12. Henry har en plan på gång
13. Allt det andra
14. Final